# Fatmir Sejdiu

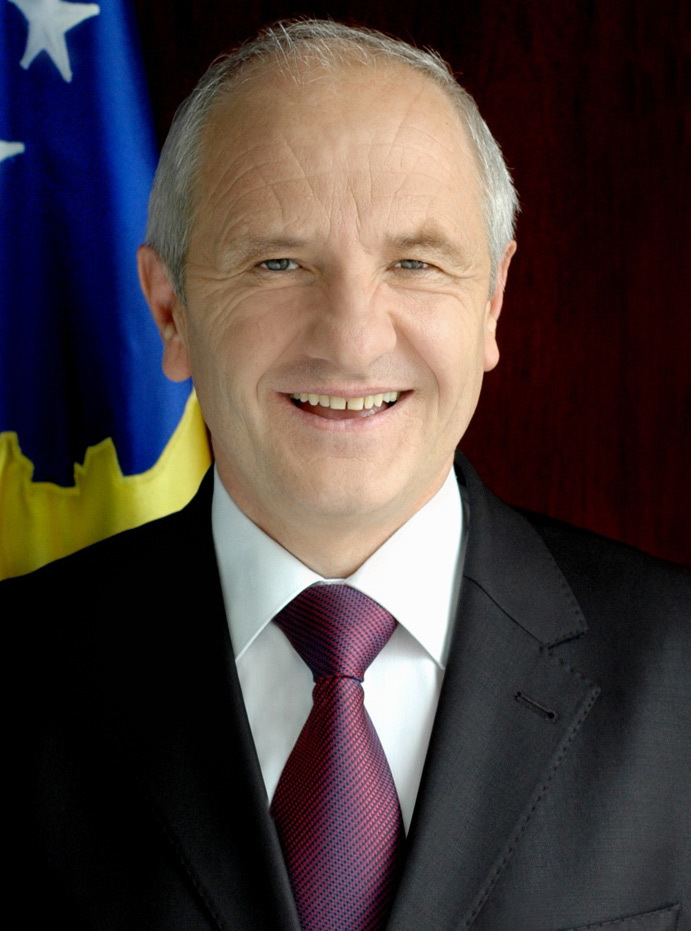
Fatmir Sejdiu

Fatmir Sejdiu (serbokroatisch Фатмир Сејдију Fatmir Sejdiju, * 23. Oktober 1951 in Gornja Pakaštica, FVR Jugoslawien, heute Kosovo) war von Februar 2006 an Präsident des Kosovo und vom 17. Februar 2008 bis zum 27. September 2010 erster Präsident der Republik Kosovo, nach der einseitigen Erklärung der Unabhängigkeit.
Vor der Wahl war Sejdiu Professor für Rechtsgeschichte an der Universität Prishtina.

## Leben
Fatmir Sejdiu besuchte die Grundschule und das Gymnasium in Podujevo, dann studierte er Jura an der Universität Priština, promovierte zum Doktor der Jurisprudenz und wurde schließlich Professor. Sejdiu wurde 1989 nach Gründung der kosovo-albanischen LDK durch Ibrahim Rugova Generalsekretär der Partei. In dieser Position unterhielt er Beziehungen zu Kosovo-Albanern im Ausland. Später führte er als  Fraktionsvorsitzender die LDK im Parlament des Kosovo an. Zuletzt gehörte er dem Parlamentspräsidium an. Er galt als Vertrauter Rugovas und als der zweite Mann hinter dem Parteigründer. Nach dem Einmarsch von NATO-Truppen im Kosovo war er einer der Autoren der Verfassung des Kosovo (des sogenannten constitutional framework).
Nachdem Rugova als amtierender Präsident verstorben war, wurde Sejdiu am 10. Februar 2006 im dritten Wahlgang mit 80 von 120 Stimmen vom Parlament zu dessen Nachfolger gewählt. Für Sejdiu stimmten dessen Partei LDK, deren Koalitionspartei Allianz für die Zukunft des Kosovo AAK, die Partei ORA sowie die politischen Vertreter der bosnischen und türkischen Minderheit, die sich in der Fraktion „G-6+“ zusammengeschlossen haben. Sejdiu trat als Staatspräsident des Kosovo am 27. September 2010 zurück, nachdem das Verfassungsgericht geurteilt hatte, dass ein amtierender Staatspräsident nicht gleichzeitig Parteivorsitzender einer Partei sein dürfe. Sejdiu hatte sein Amt als Parteivorsitzender der LDK seit Amtsantritt als Präsident 2006 nur ruhen lassen. Nachfolger wurde laut kosovarischer Verfassung übergangsweise der Parlamentspräsident Jakup Krasniqi (PDK).
Fatmir Sejdiu ist mit Musafere Sejdiu verheiratet und hat drei Söhne. Neben Albanisch spricht er auch Serbisch, Französisch und Englisch.

## Schaffen
Sejdiu gilt als Verfechter einer völligen Unabhängigkeit des Kosovo und als überzeugter Anhänger der Gewaltlosigkeit. Als gemäßigter Politiker trat er stets für den gewaltlosen Kampf um die Unabhängigkeit von Serbien ein. Anders als viele führende Politiker des Kosovo hat er keine militärische Karriere absolviert. Während des Kosovo-Krieges zwischen Serbien, der NATO und der Befreiungsarmee UÇK im Jahr 1999 verbot er seinen Söhnen das Tragen von Waffen. Er gilt daher auch politischen Repräsentanten der Serben im Kosovo als akzeptabler Gesprächspartner.